# بانياكافالو
بانياكافالو (بالإيطالية: Bagnacavallo)‏ هي بلدية في مقاطعة رافينا في إقليم إميليا رومانيا الإيطالي.

## السكان
تطور النمو السكاني لـ بانياكافالو

## توأمة
لبانياكافالو اتفاقيات توأمة مع:
- Strzyżów [الإنجليزية]‏

## أعلام
- ايفانو ماريسسوتتا
- فرانشيسكو دامياني